# Транспорт в Узбекистан
Поради малки инвестиции и лоша поддръжка, инфраструктурата на сухопътния транспорт в Узбекистан е силно влошена през съветския период на страната. Въздушният транспорт получава правителствена поддръжка след 2000та година и е започната модернизация на летищата.

## Железопътен транспорт
Към 2005 г. Узбекистан има железопътни линии с дължина 3950 km, от които 620 са електрифицирани. Голям процент от тях изискват основен ремонт. Основна линия е Транскаспийската железница, която свързва Ташкент с Амударя.
Има железопътен транспорт до съседните Казахстан, Киргизстан, Таджикистан, Туркменистан и Афганистан.
В Ташкент има метро.

## Шосета
През 2005 г. в Узбекистан има 84 400 km пътища, от които 72 000 km са павирани. Състоянието им е лошо извън границите на Ташкент. Няма нови проекти за обновяване на павираните пътища. Американски инженери подобряват някои пътища около пристанището Термез заради доставките на хуманитарни продукти до Афганистан.

## Пристанища и воден транспорт
Узбекистан е ограден отвсякъде от суша и няма пристанища. Главното речно пристанище е Термез по поречието на река Амударя. Това пристанище е било важно за улесняване на хуманитарните доставки до Афганистан.
Узбекистан има 1100 km вътрешни водни пътища. След 1990 г. пътуването по река Амударя е намаляло заради спад в нивото на реката и понижение на нейната плавателност.

## Газопроводи
През 2005 г. Узбекистан има 9594 km газопроводи, 868 km петролопроводи и 33 km тръбопроводи за рафинирани продукти.

## Летища
През 2006 г. Узбекистан има 34 летища с павирани писти, 6 от които имат писти по-дълги от 3000 m. Най-голямото летище е в столицата Ташкент, което има връзка с градове в Европа и Средния Изток с директни полети от Луфтханза, Аерофлот, Трансаеро и др. Националния превозвач Авиолинии Узбекистан лети най-вече до страни от бившия Съветски съюз.